# Karol Jahoda de Lubomir
Karol Jahoda de Lubomir (ur. 1 października 1860 w Bochni, zm. 30 września 1953 w Krakowie) – generał brygady Wojska Polskiego.

## Życiorys
Syn Karola i Anny z domu Boczek. Ukończył 6 klas szkoły realnej w Krakowie. W armii austriackiej od 1 września 1878 roku. Absolwent Korpusu Kadetów w Wiedniu i Oficerskiej Szkoły Jazdy przy 11 Brygadzie Artylerii Polowej we Lwowie. 1 maja 1913 roku został komendantem żandarmerii konnej na Galicję. Podczas I wojny światowej dowódca żandarmerii 3 i 7 Armii, był też komendantem głównym żandarmerii krajowej Galicji. W wyniku przedarcia się Polskiego Korpusu Posiłkowego przez front uznano Karola Jahodę za politycznie podejrzanego i przeniesiono w stan spoczynku. Jednak dzięki usilnym staraniom już w marcu 1918 roku został reaktywowany. Początkowo przydzielony do Generalnego Gubernatorstwa w Lublinie. 17 marca 1918 otrzymał szlachectwo z predykatem von Lubomir. W końcowym okresie wojny został komendantem wojskowym okręgu Włodzimierz Wołyński.
Od 9 listopada 1918 był zastępcą dowódcy służby bezpieczeństwa w Krakowie. 3 kwietnia 1919 został przyjęty do Wojska Polskiego z zatwierdzeniem posiadanego stopnia pułkownika ze starszeństwem z 1 maja 1915 i „z zaliczeniem do I Rezerwy armii oraz powołaniem do służby czynnej na czas wojny aż do demobilizacji”. Z dniem 16 marca 1919 został przydzielony do dowództwa Grupy generała Edwarda Śmigłego-Rydza. Zajmuje w niej stanowisko dowódcy Okręgu Etapów Wołyń. 28 lipca 1919 przeniesiony do armii Hallera na stanowisko dowódcy Okręgu Etapów Bielsk. 28 grudnia 1919 przydzielony do dowództwa Frontu Północnego, mianowany komendantem posterunku w Kościerzynie. 22 maja 1920 został zatwierdzony z dniem 1 kwietnia 1920 w stopniu pułkownika, w piechocie, w grupie oficerów byłej armii austriacko-węgierskiej. 5 sierpnia 1920 mianowany dowódcą obozu jeńców bolszewickich w Tucholi. Od 7 kwietnia 1921 dowódca Obozu Warownego Kraków. Z dniem 1 października 1921 został przeniesiony w stan spoczynku, w stopniu pułkownika piechoty, z prawem noszenia munduru. Później został przeniesiony z korpusu oficerów piechoty do korpusu oficerów żandarmerii. 26 października 1923 został zatwierdzony przez Prezydenta RP w stopniu generała brygady. Zmarł 30 września 1953 w Krakowie. Został pochowany na cmentarzu wojskowym przy ul. Prandoty w Krakowie.
Był żonaty z Heleną z Underków, z którą miał synów Karola (inżynier), Mariana (ur. 3 czerwca 1897), porucznika rezerwy żandarmerii i dwie córki.

## Awanse
- podporucznik – 1885,
- porucznik – 1893,
- rotmistrz – 1897,
- major – 1910,
- podpułkownik – 1 maja 1913,
- pułkownik – 1 maja 1915,
- generał brygady – 26 października 1923.